# Gustaf Mauritz Armfelt
Gustaf Mauritz Armfelt (niem. Gustav Moritz, fin. Kustaa Mauri Armfelt) (ur. 1 kwietnia 1757 w Marttila/St Mårtens, Finlandia, zm. 19 sierpnia 1814 w Carskim Siole, Rosja) – fińsko-szwedzki polityk, wojskowy i dyplomata.

## Życiorys
Armfelt był synem generała brygady barona Wilhelma Armfelta, rozpoczął karierę typową dla ówczesnych szlachciców, wstąpił do szwedzkiej armii i został oficerem w gwardii przybocznej króla. Zyskał zaufanie króla szwedzkiego Gustawa III. Przez pewien czas mieszkał w Paryżu. Następnie wrócił do kraju i został kanclerzem Uniwersytetu Turku. W latach 1802–1805 ambasador w Wiedniu. Brał udział w wojnach napoleońskich. Zmarł w 1814.